# Пандора (Аватар)
Пандо́ра (англ. Pandora) — спутник вымышленной планеты Полифем, относящейся к классу газовых гигантов и обращающейся вокруг звезды А звёздной системы Альфа Центавра (Alpha Centauri А, АСА). Пандора — место действия фильма «Аватар» Джеймса Кэмерона.
Пандора населена разумной гуманоидной расой — на’ви.

## Название
Планета названа в честь первой женщины в греческой мифологии. Также Пандорой называется одна из лун Сатурна.

### Обвинения в плагиате
Одна из планет в цикле романов братьев Стругацких «Мир Полудня», написанном в основном в 1960-е годы, тоже носит название Пандора. После выхода фильма появились слухи, что Борис Стругацкий обвинил Джеймса Кэмерона в плагиате: в романах, как и в фильме, планета Пандора покрыта густыми лесами с опасной флорой и фауной и населена аборигенным племенем, которое находится в тесном контакте с биосферой планеты. Также в «Мире Полудня» присутствует планета Леонида, где аборигены находятся в полном симбиозе с природой — в частности, используют птиц для полёта.
После разгоревшегося скандала Борис Стругацкий эти слухи категорически опроверг. Тем не менее, в январе 2010 года организация «Коммунисты Петербурга и Ленинградской области» разместила на своём сайте заявление с требованием ареста Джеймса Кэмерона за «расхищение советской фантастики». По заявлению секретаря организации, «звёздно-полосатая мразь подняла руку на творческое наследие покойных российских писателей, в частности, Аркадия Стругацкого, пользуясь тем, что ушедшие из жизни авторы не могут написать заявление в прокуратуру». Однако Борис Стругацкий заявил, что предъявлять каких-либо претензий к создателям фильма не намерен.

## Описание
24 ноября 2009 года в издательстве Harper Entertainment вышла книга Avatar: A Confidential Report on the Biological and Social History of Pandora — 224-страничное описание Пандоры, написанное в форме путеводителя по местам вымышленной планеты. Книга была представлена как компиляция всех данных, собранных людьми о Пандоре и жизни на ней, и написана Марией Вильгельм и Дирком Мэтисоном.
В России была издана «Азбукой-классикой» под названием «Аватар. Иллюстрированный путеводитель» в переводе Ольги Ратниковой.
Издательство HarperFestival также выпустило 48-страничный фотоальбом James Cameron’s Avatar: The Movie Scrapbook.
30 ноября 2009 года Abrams Books издало The Art of Avatar: James Cameron’s Epic Adventure авторства Лизы Флицпатрик. Книга содержит множество рисунков, созданных концепт-художниками для фильма, включая скетчи и зарисовки. Введение к книге написал Джон Ландау, эпилог — Кэмерон, а предисловие — Питер Джексон.
В октябре 2010 года Abrams Books выпустило 272-страничную книгу The Making of Avatar, в которой детально описывается процесс производства кинокартины и содержится около пятисот цветных фотографий и иллюстраций.

### Планета
Альфа Центавра — кратная (тройная) звёздная система, самая яркая звезда в созвездии Центавра при наблюдении с Земли. Альфа Центавра A (Alpha Centauri A, или ACA) является наибольшей из трёх звезд, обращающихся относительно общего центра масс. Она приблизительно на 20 % больше нашего Солнца. Во вселенной Аватара известна потому, что является солнцем Пандоры — домом единственной обнаруженной разумной расы. Альфа Центавра В приблизительно на 15 % меньше нашего Солнца. Альфа Центавра С, очень удалённая от двух других звёзд системы, является красным карликом. Более поразительным открытием, чем планета Полифем, были открытия, связанные с его лунами. На 5-й и 6-й лунах Полифема, помимо океана, были обнаружены азот и кислород. Такой тип атмосферы может быть произведён только углеродными формами жизни. Хотя на других спутниках Полифема были обнаружены запасы поверхностных вод, их малая атмосфера состояла главным образом из азота и углекислого газа, что является признаком безжизненности планеты.
Пандора является спутником Полифема, но она больше похожа на Землю, чем на Луну. Сходен размер, состав атмосферы, внешний вид, даже континенты и острова окружены морями того же голубого цвета. Облака от перистых белых до тёмных грозовых туч. На поверхности планеты имеются горы, долины, ущелья, озёра и реки. Растительность распространена повсеместно — большую часть суши покрывают леса, а в океанах плавают целые острова водорослей. Огромные стада травоядных животных мигрируют по прериям, а в небе парят огромные крылатые создания.
Однако Пандора — не Земля, её райский облик обманчив. Азотно-кислородная атмосфера обладает большой плотностью, а высокое содержание в ней углекислого газа (около 19 %) быстро приводит к потере сознания (через 20 секунд) и смерти (через 4 минуты), если человек решит отказаться от дыхательного аппарата. К тому же в состав атмосферы входит и другой ядовитый газ — сероводород, постоянно выбрасываемый многочисленными активными вулканами Пандоры.
Растения в большинстве случаев содержат вещества, делающие их непригодными для употребления в пищу человеком. Распространены ядовитые колючки и плоды, взрывающиеся или разбрызгивающие едкий сок.
Животные тоже опасны для человека. Бронированного молотоглава нельзя остановить даже при помощи крупнокалиберного пулемёта. Крылатые баньши пикируют с неба, чтобы схватить ничего не подозревающую жертву. Мелкие животные и насекомые вооружены чрезвычайно сильным ядом. Большинство обитателей планеты умеет за себя постоять, именно это и сформировало характер на’ви.
В тёмные ночи (которые здесь относительно редки) живые существа фосфоресцируют всеми оттенками радуги — сияющая фантасмагория способна загипнотизировать того, кто к ней не привык. На духовном уровне всю жизнь на Пандоре пронизывает невиданная гармония.

### Физические характеристики
Диаметр Пандоры составляет около 0,9 диаметра Земли (11 448 км). Её масса — 72 % от земной, а гравитация на поверхности на 20 % ниже. Необычно высокая концентрация углекислого газа и ксенона в воздухе делает его на 20 % плотнее атмосферы Земли.

### Внутренняя структура
По структуре Пандора напоминает Землю: ядро из жидкого железа, пластичная мантия и преимущественно жёсткая кора. Подобно Земле, у Пандоры имеется два внутренних источника тепла: распад радиоактивных изотопов и энергия гравитационного сжатия, сформировавшего когда-то планету. Имеется и дополнительный, куда более мощный источник энергии — приливные силы. Ближайшие внутренние и внешние спутники соревнуются в гравитационном воздействии с Полифемом.
Избыток энергии приводит к более быстрому дрейфу континентов, заставляя тектонические плиты сталкиваться и ломаться более активно. Именно это и объясняет отсутствие крупных континентов на Пандоре, равно как и повышенную вулканическую и геотермальную активность.

### Магнитное поле
Ядро Пандоры состоит из жидкого железа с циркулирующими в нём течениями генерирует магнитное поле, сходное с земным. Это поле защищает поверхность планеты от космических лучей и частиц, выбрасываемых звёздами системы Альфа Центавра. Мощные магнитные поля, связанные с залежами анобтаниума, образуют локальные искажения.
Кроме того, магнитное поле Пандоры взаимодействует с намного более мощным полем Полифема. Это может привести к канализации излучения, запертого в магнитном поле гиганта, на поверхность Пандоры — тоже с неприятными последствиями. Иногда конфигурация полей приводит к образованию труб магнитной индукции, связывающих полюса планет. Сила тока в них может достигать миллионов ампер, вызывая изменения электрического заряда обоих небесных тел, что проявляется в яростных бурях и других электромагнитных явлениях.

### Поверхность
Соотношение суши к воде на Пандоре смещено относительно земного в сторону суши, но из-за её более сильной раздробленности нет ни одного континента, близкого по размерам к земным. Влияние океанов сглаживает разницу температур — на Пандоре нет пустынь, а полярные ледяные шапки меньше, чем на Земле, и свободно плавают, так как под ними нет твёрдой опоры.
Как уже говорилось, Пандора обладает высокой вулканической активностью. Извержения происходят как на суше, так и на дне океанов. Многие горы и поверхностные образования имеют вулканическое происхождение. По планете разбросано огромное количество горячих источников и гейзеров, имеются даже реки, вода которых кипит в истоках. Всё это приводит к высокой концентрации сероводорода в воздухе, делая его ядовитым для незащищенного человека.
Ландшафт более активен, чем на Земле, формируется под воздействием ветра — атмосфера на Пандоре плотнее, поэтому переносимые ветром песчинки крупнее, а заключенная в них энергия — больше. Открытые скалы старятся быстрее, образуя большое количество осадочных материалов, уносимых реками.

### Атмосфера
Высокая концентрация сероводорода и углекислого газа в атмосфере делает Пандору непригодной для человека. Однако эти газы можно отфильтровать при помощи дыхательных приборов, что позволяет людям передвигаться по планете без тяжёлых баллонов со сжатым воздухом.
Увеличенное (относительно земного) на 20 % сопротивление воздуха приводит к следующим последствиям:
- Меньшая предельная скорость падения. В сочетании с низкой гравитацией (на 20 % ниже земной) скорость свободного падения намного ниже, чем на Земле (в земной атмосфере недалеко от поверхности максимальная установившаяся скорость падения без парашюта около 180—200 км/ч, а вниз головой до 300 км/ч). У на’ви, упавшего с икрана, дерева или скалы, есть шансы выжить и даже не получить серьёзных травм. Даже падение в воду с раскинутыми конечностями будет сопровождаться ударом недостаточно сильным, чтобы лишить упавшего сознания. Кроме того, процессом падения можно в какой-то мере управлять, изгибая тело, чтобы приземлиться в более безопасном месте.
- Большее сопротивление движению. Люди на Пандоре чувствуют это, когда пытаются бежать — словно навстречу им дует ветер. Это усугубляется пониженной гравитацией — подошвы скользят по земле, не обеспечивая достаточного сцепления. На’ви компенсируют это, сгибая пальцы ног, чтобы увереннее отталкиваться от мягкой почвы. Шестиногие же животные стараются всеми конечностями цепляться за выступающие камни и углубления.
- Летающим животным помогает не только низкая гравитация, делающая их легче, но и увеличенная плотность воздуха, который оказывает большее сопротивление крыльям — каждый взмах обеспечивает бо́льшую подъёмную силу. С другой стороны, плотная атмосфера требует от их тела отличных аэродинамических качеств, чтобы можно было развить хоть сколько-нибудь высокую скорость.
- Растения вынуждены сопротивляться более сильному ветру, поскольку высокая плотность воздуха означает большее количество заключённой в нём кинетической энергии. Листья, ветви и стволы деревьев должны быть более прочными или гибкими, чтобы не ломаться.

Среди опасных (ядовитых) компонентов атмосферы Пандоры имеются:
- Инертный газ ксенон (Xe) 5 %, совместно с углекислым газом увеличивающий плотность атмосферы Пандоры на 20 % относительно земной. В концентрации свыше 60 % ксенон оказывает на человека анестетическое воздействие, но то его количество, что содержится в атмосфере Пандоры, на мыслительные способности повлиять не может. Высокая же плотность атмосферы затрудняет дыхание, особенно на выдохе, увеличивает вероятность гипотермии в холодную погоду и уменьшает возможную скорость бега, делает человеческий голос ниже.
- Углекислый газ (CO2) 19 % (в 125 раз больше, чем на Земле). На Пандоре случаются выбросы углекислого газа из подземных карманов при усилении сейсмоактивности — в результате этого концентрация углекислого газа в отдельной области может очень быстро вырасти в несколько раз.
- Сероводород (H2S), содержание его непостоянно в различных регионах Пандоры. Сероводород опасен, если его содержание в воздухе в течение долгого времени превышает 0,03 % (0,05 % в течение короткого времени). Даже концентрация в 0,001 % вызывает раздражение дыхательных путей и глаз.

### Чередование дня и ночи

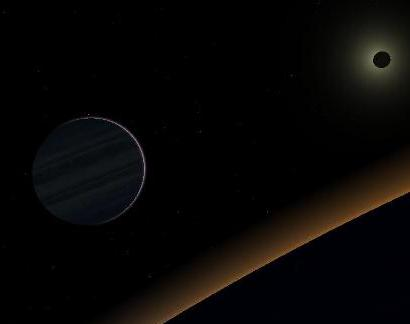
Затмение на Пандоре — один из спутников Полифема закрыл АСА

На небе Пандоры присутствует ещё один активный источник света — это звезда Альфа Центавра В (АСВ). При максимальном сближении с Пандорой АСВ оказывается в 2300 раз ярче полной Луны; при максимальном удалении — в 170 раз ярче. Два источника света приводят к тому, что на Пандоре два вида ночи — собственно ночь и сумерки. Ночью в небе Пандоры нет ни АСА, ни АСВ, в сумерках Пандору освещает АСВ. Суммарная длительность ночи и сумерек составляет половину пандорианских суток, а делят это время между собой они по-разному, в зависимости от угла между направлениями на АСА и АСВ: при угле, равном 180 градусов, когда Полифем (и Пандора) находятся между АСА и АСВ, сумерки практически равны дню (то есть в небе Пандоры попеременно появляются АСА и АСВ), и при угле, стремящемся к 0, когда АСВ уходит за АСА, сумерки будут непродолжительны. Существует и такое положение Пандоры, при котором ночь и сумерки равны. Помимо звёзд, в небе Пандоры видна огромная «луна» — Полифем, и несколько «лун» поменьше — его спутники, которые также вносят дополнительное освещение. Собственно, полноценная тёмная ночь — без АСВ, Полифема и его спутников — на Пандоре явление редкое.
Когда АСВ встречается в небе с АСА, освещённость увеличивается всего на 0,09—0,4 % (в зависимости от расстояния между АСА и АСВ). Оранжевый окрас света АСВ при этом малозаметен, но по мере удаления звёзд друг от друга он становится отчётливо виден в тех областях, что скрыты от лучей АСА. При максимальном удалении АСВ оказывается в 2700 раз тусклее АСА и не освещает планету так, чтобы это было заметно. Тем не менее, она остаётся на небе в виде ослепительно-яркого оранжевого диска небольшого размера.
Третий компонент системы Альфа Центавра — АСС (Проксима Центавра), не видимый с Земли невооружённым глазом красный карлик, с Пандоры виден как тусклая звезда 5-й величины. Зато наше Солнце будет сверкать в созвездии Кассиопеи как одна из наиболее ярких звёзд пандорианского неба.
Из-за сильного наклона оси (29°) на Пандоре в приполярных областях сильно меняется продолжительность дня и ночи в зависимости от времени года. Кроме того, эллиптическая форма орбиты Полифема приводит к колебаниям температуры и освёщенности в пределах 10 %.

### Реалистичность

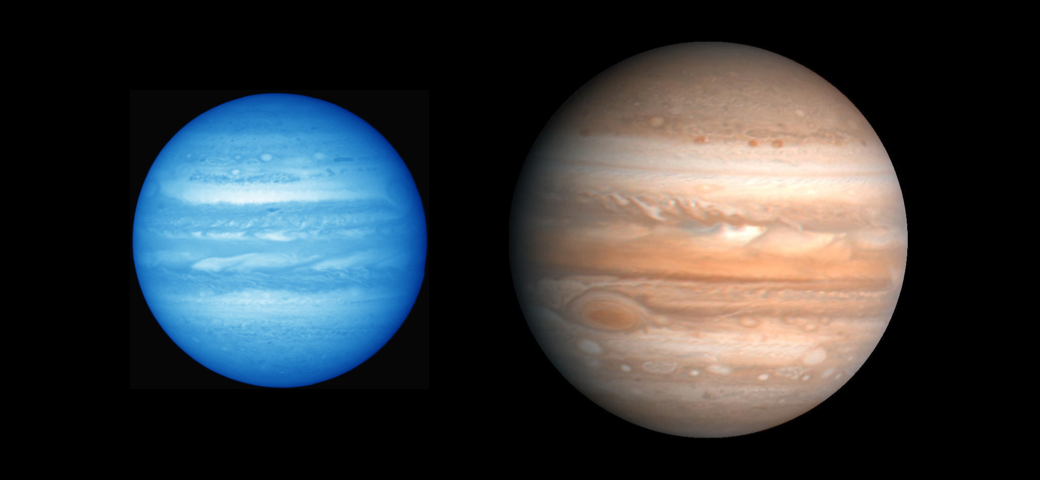
Полифем и Юпитер

Несмотря на то, что весь мир Пандоры был создан художниками и аниматорами, учёные[какие?] сходятся во мнении, что в реальности небесные тела той же группы могут служить домом для самых разных форм жизни. У находящихся по соседству с Солнечной системой звёзд обнаружены сотни планет — газовых гигантов. Некоторые из этих планет по размерам сопоставимы с Юпитером и состоят из газа. Для жизни такие объекты вряд ли пригодны, ведь они состоят в основном из водорода, однако внимание ученых привлекают спутники газовых гигантов, условия на поверхности которых более благоприятны для развития живых организмов.
С помощью космического телескопа имени Джеймса Уэбба (James Webb Space Telescope, JWST) астрономы намерены изучить состав атмосферы целой группы спутников газовых гигантов. Одна из первоочередных целей на данном этапе поиска внеземных цивилизаций — обнаружение на поверхности спутников таких газов, как кислород, двуокись углерода, а также водяного пара.
Однако присутствия в атмосфере вышеперечисленных газов недостаточно для обеспечения благоприятных условий для жизни. Очень важную роль здесь играет гравитация, максимальные и минимальные значения температуры. По мнению некоторых экспертов[каких?], вероятность обнаружить жизнь на спутниках планет-гигантов выше, чем на планетах, сопоставимых по размерам с Землей, или так называемых «суперземель».

## Влияние
Знакомство с вымышленным миром Пандоры оказало огромное влияние на восприятие Земли и окружающей земной реальности среди аудитории Аватара.
После выхода фильма в прокат имя Пандора стало популярным среди имён, которые давали новорождённым в США.
24 января 2010 года гора Цзянькуньчжу (которая якобы была использована как прототип ландшафта Пандоры), находящаяся рядом с китайским городом Чжанцзяцзе, была официально переименована местными чиновниками в Гора-Аллилуйя-Из-Аватара. Идея об изменении названия горы была связана с желанием местных властей заработать на успехе фильма: они рассчитывали, что такое название привлечёт в данный регион туристов.
Жители Китая, увидевшие эти публикации, обвинили администрацию города в алчности и преклонении перед западной культурой. В связи с этим 28 января администрация Чжанцзяцзе опровергла информацию о переименовании горы, объяснив это недоразумением: по их словам, основное название — «Цзянкуньчжу» — было оставлено, а название «Гора-Аллилуйя-Из-Аватара» было принято лишь как дополнительное.